# موریس مالون
موریس مالون (انگلیسی: Maurice Malone؛ زادهٔ ۱۷ اوت ۲۰۰۰) بازیکن فوتبال اهل آلمان است.
وی همچنین در تیم‌های ملی فوتبال جوانان آلمان، جوانان آلمان، و جوانان آلمان بازی کرده‌است.